# Ciboney-Kultur

Verbreitungsgebiet der Ciboney (Taínos occidentales, Westliche Taíno). Als Ciboney wurden fälschlicherweise auch ihre westlichen Nachbarn bezeichnet, die Guanahatabey.

Als Ciboney-Kultur (auch: Siboney) wird ein mesoamerikanisches indigenes Volk bezeichnet, das zur Zeit der Entdeckung um 1500 n. Chr. große Teile Kubas, die Bahamas, Jamaika sowie den Südwesten Hispaniolas (Haiti) bewohnte. Sie gehörten zur westlichen Gruppe der Taíno. 
Der Name bedeutet in der Sprache ihrer arawakischen Nachbarn (die ebenfalls zur Gruppe der Taíno gehören) „Steinleute“. Über die eigene Sprache der Ciboney ist nichts überliefert. Ihre keramiklose Kultur war "steinzeitlich": Werkzeuge wurden aus Muscheln sowie Stein gefertigt; die Techniken der Steinbearbeitung waren hochentwickelt. Sie waren Fischer, Jäger und Sammler. Verzehrt wurden u. a. Seekühe, Meeresschnecken, Muscheln, Schildkröten, Leguane und Kaninchen.
Schon vor Ankunft der Europäer waren die Ciboney von den Arawak nach Westen zurückgedrängt worden und wurden bis Ende des 16. Jahrhunderts als Volk ausgelöscht.